# Torre dels Deus
Torre dels Deus és una noucentista de Castellterçol (Moianès) inclosa a l'Inventari del Patrimoni Arquitectònic de Catalunya.

## Descripció
Casa aïllada, alineada a dos carrers, d'una sola planta. A la part baixa del mur té un sòcol de pedra. Té grans finestrals rectangulars, amb una motllura d'arc de mig punt per sobre, excepte els de la cantonada que fan una galeria. A la base tenen unes petites rajoles ceràmiques blanques i verdes, disposades a mode de taulell d'escacs.

## Història
Casa situada en el primer eixample de la vila, de principis del segle xx, on es començaren a construir les primeres cases amb tipologia de ciutat-jardí i que acolliren als primers estiuejants. Al llarg d'alguns estius va esser la residència de la família del poeta Joan Maragall.